# The Goddess of Sagebrush Gulch

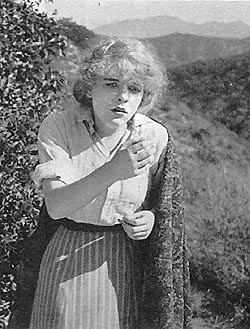
Fotograma de Blanche Sweet a la pel·lícula

The Goddess of Sagebrush Gulch és una pel·lícula muda de la Biograph dirigida per D. W. Griffith i protagonitzada per Blanche Sweet, Charles West i Dorothy Bernard. La pel·lícula, basada en el relat homònim de Bret Harte, es va estrenar el 25 de març de 1912.

## Argument
La deessa, és la noia més bonica i amb el caràcter més dolç de la petita ciutat minera de Sagebrush Gulch i molts dels miners, inclòs un jove prospector de mines, n’estan enamorats. Un dia, passejant pel camp és atacada per una serp i sortosament apareix Pete, que la salva. Tots dos se senten atrets mútuament i comencen a festejar. Un dia arriba de visita la germana de la deessa. Pete demana a aquesta germana que li guardi els estalvis i aquesta els guarda a la cabana on viuen les dues. Més tard, en descobrir que Pete està fascinat per la seva germana i veient que es casaran, la deessa decideix que abandonarà el poble. En aquell moment, l’amic de Pete, sabent que la noia guarda aquells estalvis. La deessa s’assabenta de la trama però, per despit, no fa cap esforç per demanar ajuda. Més tard la germana descobreix les intencions del noi i aquest la lliga en una cabana. Al mateix temps, el bon caràcter de la deessa fa que acabi decidint de demanar ajuda a diferents miners i arriba a temps per salvar la seva germana de morir cremada per culpa d’una cigarreta que els assaltants han deixat encesa per descuit dins de la cabana. Els miners acaben detenint els lladres. Pete es queda amb la germana però la deessa descobreix en el prospector un nou enamorat.

## Repartiment
- Blanche Sweet (la deessa)
- Charles West (Pete)
- Dorothy Bernard (la germana de la deessa)
- W. Chrystie Miller (el pare de la deessa)
- Charles Hill Mailes (l’amic de Pete)
- Harry Hyde (l'enginyer de mines)
- Christy Cabanne (malvat, no surt als crèdits)
- William A. Carroll (malvat, no surt als crèdits)
- Frank Evans (vaquer, no surt als crèdits)
- Charles Gorman
- Wilfred Lucas
- Anthony O'Sullivan
- Frank Opperman (vaquer, no surt als crèdits)
- Alfred Paget (vaquer, no surt als crèdits)
- W.C. Robinson (vaquer, no surt als crèdits)